# Otpočivaljka
Otpočivaljka (szerbül: Отпочиваљка), település Bosznia-Hercegovinában, a Bosanska Krajina és a Bosanska Posavina közötti átmeneti területen, Prnjavor község területén, a Szerb Köztársaságban. 

## Fekvése
Bosznia-Hercegovina északi részén, Banja Lukától légvonalban 30, közúton 44 km-re északkeletre, községközpontjától légvonalban 13, közúton 15 km-re északnyugatra, 150-290 méteres tengerszint feletti magasságban található.

## Népessége
| Nemzetiségi csoport | Népesség 1991 | Népesség 2013 |
| ------------------- | ------------- | ------------- |
| Szerb               | 226           | 124           |
| Bosnyák             | 0             | 0             |
| Horvát              | 1             | 1             |
| Jugoszláv           | 1             | 0             |
| Egyéb               | 1             | 1             |
| Összesen            | 229           | 126           |

## Története
A régészeti leletek tanúsága szerint területén már a bronzkorban erődített emberi település állt, melyet még a vaskorban is laktak. Az őskori település sáncainak maradványai ma is jól láthatók a „Grad” nevű lelőhelyen. Területéről számos késő bronzkori és vaskori lelet került elő.
A térség 1878-ig tartozott az Oszmán Birodalomhoz, ekkor a berlini kongresszus határozata alapján az Osztrák-Magyar Monarchia része lett. A település a 19. század végén jött létre a Počivaljka nevű hegy területén. 1910-ben a Prnjavori járáshoz tartozó településen 65 háztartást és 300 ortodox lakost találtak. A monarchia szétesésével 1918-ban előbb a Szerb-Horvát-Szlovén Királyság, majd 1929-től a Jugoszláv Királyság része. 1921-ben a községnek 108 háztartása és 537 lakosa volt. Az 1929-es törvény értelmében, amikor Bosznia-Hercegovinát négy banovinára, Drinskára, Vrbaskára, Zetskára és Primorskára osztották, a település a Vrbaska banovina része lett, amelynek székhelye Banja Luka volt Jugoszlávia megszállása után a Független Horvát Állam (NDH) része lett. A második világháború után a település a szocialista Jugoszláviához tartozott. A daytoni békeszerződést követő területfelosztásnál a település Prnjavor község részeként a Szerb Köztársaság területéhez került.

## Oktatás
Az elemi iskolát még 1931-ben alapították. Néhány évtizede még tele volt tanulókkal, de mára tanulóhiány miatt az oktatás megszűnt.

## Nevezetességei
- Az ortodox templomot a Boldogságos Szűz Mária lepelének tiszteletére szentelték fel. A lišnjai parókiához tartozik.

- A falu természeti ritkasága a 200 éves bükkfa

- Grad - Őskori erődítmény maradványai. A romok a Prosječka-folyó jobb partja feletti domináns magaslat északi lejtőin találhatók. Legfelső része egy elipszoid alakú, 20x40 méteres fennsík, melyet 4-5 méter szélességű és 2-3 méter magasságú földsánc kerít. Alatta, mintegy 6 méterrel alacsonyabban a hegy lejtőjén egy földből épített védelmi rendszer található. Az erőd átmérője a hegynyeregben valamivel szélesebb, itt található két, tumulus formájú földsánc. Az erőd teljes szélessége 150x200 méter. A keleti oldalon számos kerámiatöredék, háztartási hulladék és 1,5 méter mélységű kultúrréteg került elő. Korát a késő bronzkorra és a vaskorra teszik.[4]